# Ридлинген
Ридлинген (нем. Riedlingen, алем. нем. Riadlenga) — город в Германии, в земле Баден-Вюртемберг.
Подчинён административному округу Тюбинген. Входит в состав района Биберах. Население составляет 10 241 человек (на 31 декабря 2010 года). Занимает площадь 64,97 км². Официальный код — 08 4 26 097.
Железнодорожная станция на линии Ульм — Зигмаринген.
Город подразделяется на 7 городских районов.

## Фотографии

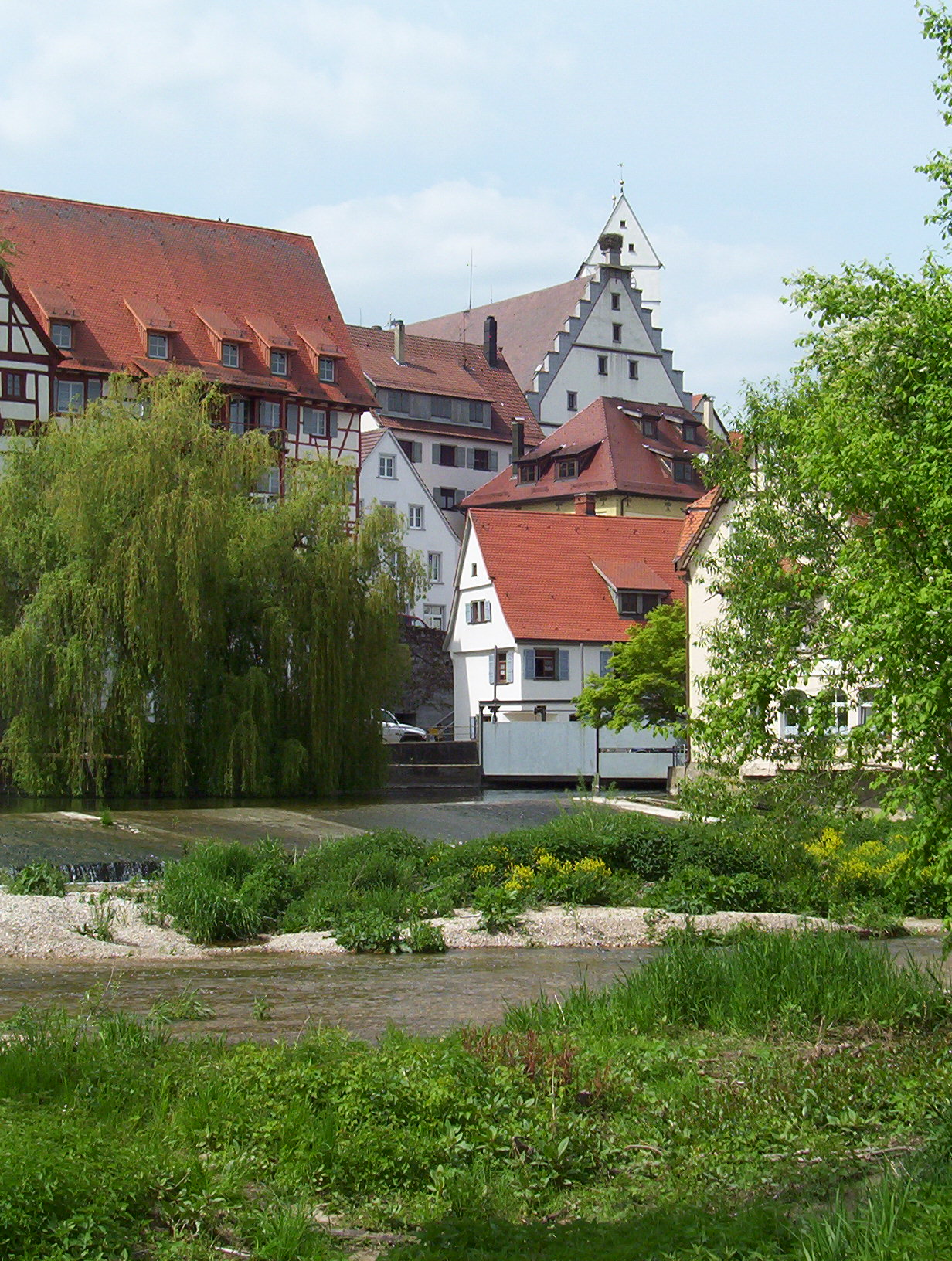
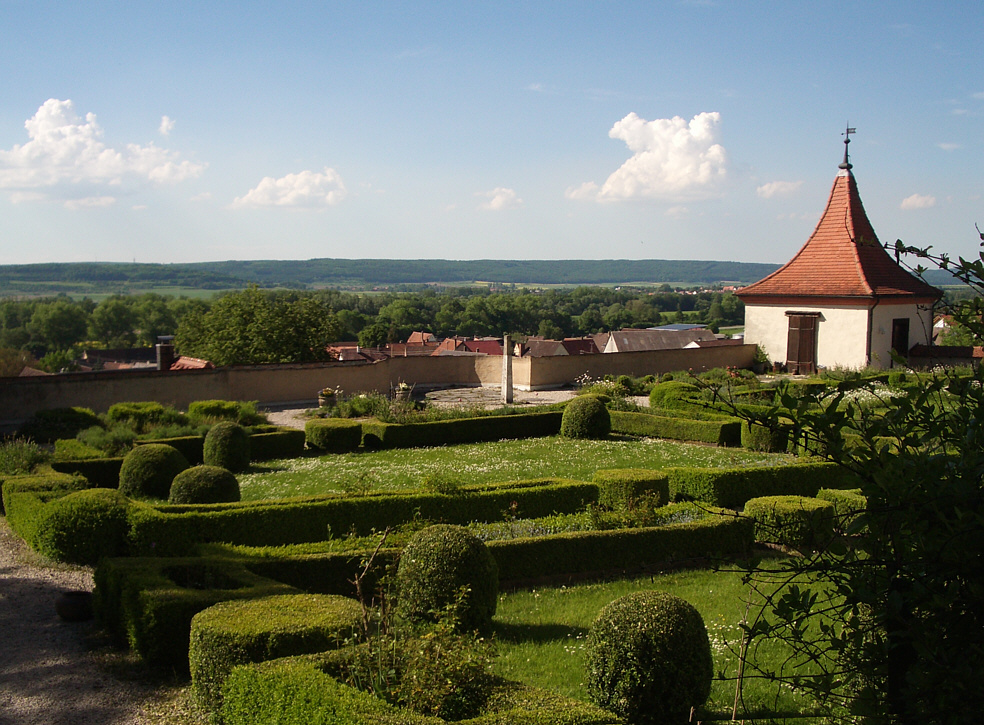
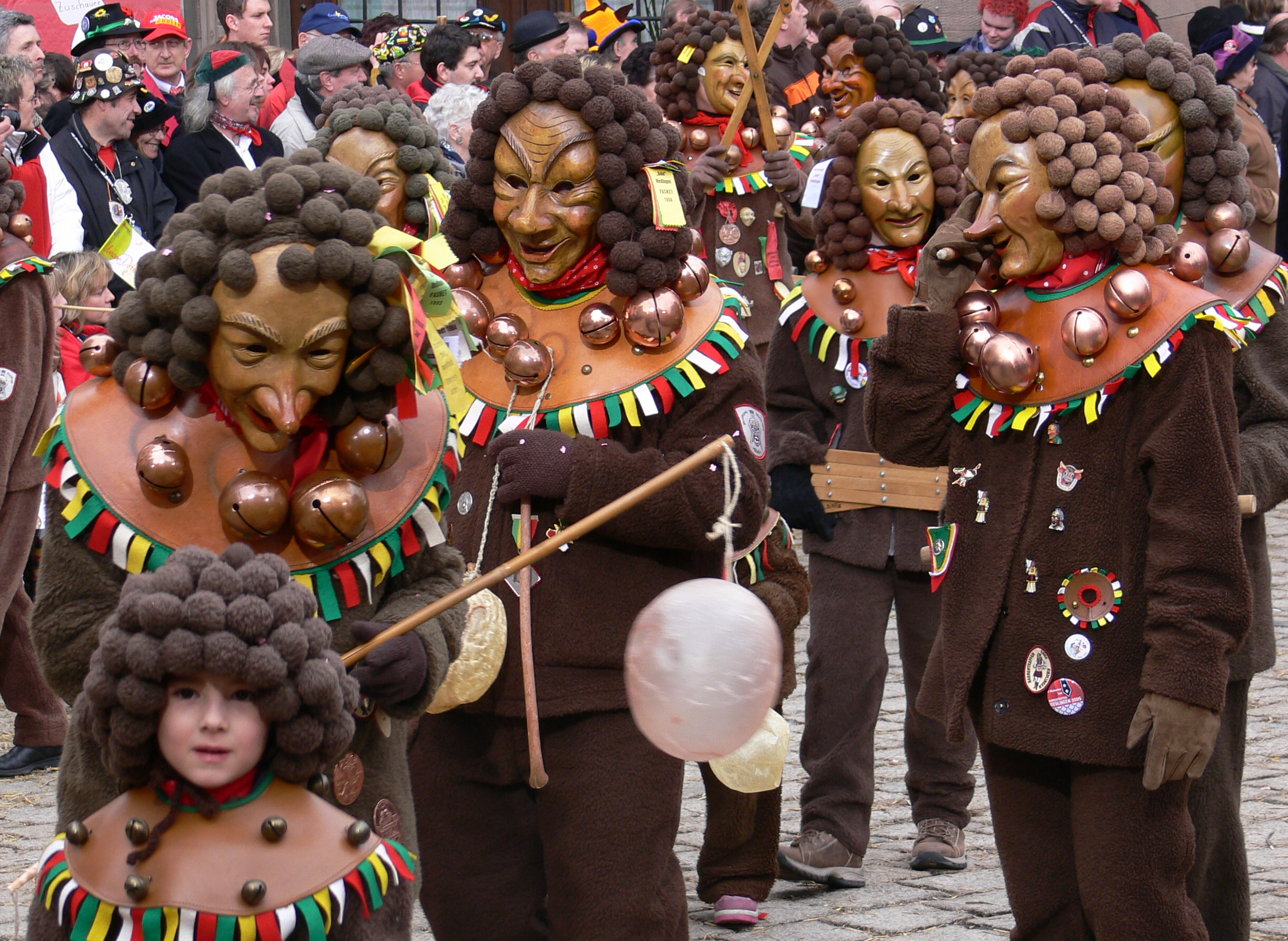
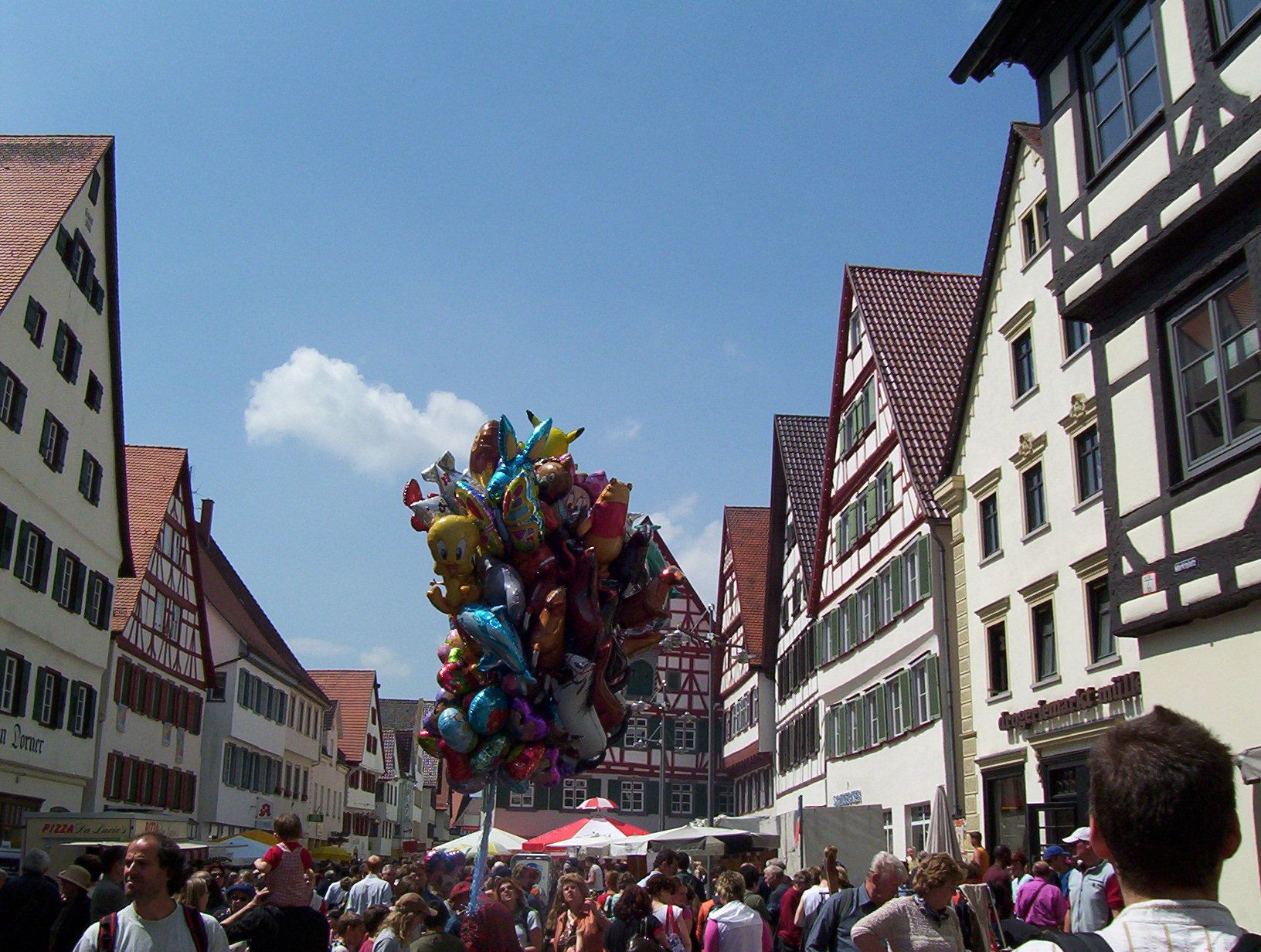